# Jumbogram
Dans les réseaux IPv6, un jumbogramme  (ou jumbogram en anglais) (de jumbo et datagramme) est un paquet dont la taille dépasse 65 535 octets (RFC 2675). L'option jumbogramme porte la taille maximale d'un paquet IPv6 à 4 294 967 295 octets. Ceci est rendu possible par un en-tête d'extension et une adaptation des protocoles Transmission Control Protocol (TCP) et User Datagram Protocol (UDP).
Au niveau 2, ces jumbogrammes sont transportés sur des jumbo frames.

## Difficulté
La transmission correcte des jumbogrammes à travers un réseau comme Internet implique le fonctionnement correct du Path MTU discovery (RFC 1981). Celui-ci compte sur la transmission par les routeurs de paquets ICMP de type Packet too big en présence d'un lien qui ne prend pas en charge un MTU suffisant (RFC 2460). Les pare-feux bloquent parfois ces paquets ICMP, ce qui nuit aux transferts.